# Haruma Miura
Haruma Miura (三浦 春馬, Miura Haruma, Tsuchiura, 5 d'abril de 1990 - Tòquio, 18 de juliol de 2020) fou un actor i cantant japonès. Va fer el seu debut en la interpretació amb la sèrie de televisió Agri (1997) i la seva popularitat va augmentar després de protagonitzar Koziora (2007), guanyant el premi a l'actor revelació als 31 Premis de l'Acadèmia Japonesa. Els anys següents, va protagonitzar notables produccions com la tercera temporada de Gokusen (2009), Bloody Monday (2009), Naoko (2009), Kimi ni Todoke (2010), Last Cinderella (2013), Boku no Ita Jikan (2013), The Eternal Zero (2013), Attack on Titan (2015), Gintama 2 (2018) i Two Weeks (2019). També va protagonitzar, en el paper de Lola, a la producció teatral Kinky Boots (2016), guanyant el premi al millor actor i el premi Haruko Sugimura al 24è Premi de Teatre Yomiuri. A banda de la seva carrera com a actor, va debutar com a cantant el 2019 amb el senzill Fight for Your Heart, continuat amb Night Diver el 2020.

## Carrera

### 1997–2006: inicis
Miura va debutar com a actor en l’adaptació a sèrie de televisió de la novel·la Agri quan tenia set anys. Va formar part de la branca de Actors Studio de Tsukuba i, alhora, va ser membre de la banda musical Brash Brats amb dos estudiants més. Després del tancament d'Actors Studio, tots tres van signar amb Amuse Inc. Mentre Brash Brats va entrar en una aturada indefinida el 2005, Miura va continuar la seva carrera com a actor. Entre els primers projectes televisius destacats en què va aparèixer s'inclouen Ima, Ai ni Ikimasu, Unfair, Children, 14-sai no Haha i Fight. També va aparèixer a les pel·lícules Mori no Gakkō i Akihabara@Deep. El seu primer paper protagonista va ser Taiyō Sasaki a la pel·lícula del 2006 Catch a Wave.

### 2007-2010: salt a la fama
El 2007, Miura va protagonitzar la pel·lícula Koizora en el paper de Hiro, i també va aparèixer a la pel·lícula Negative Happy Chainsaw Edge. Algunes imatges de Negative Happy Chainsaw Edge també van aparèixer al vídeo musical de Be Free de Greeeen, la cançó principal de la pel·lícula. Després del llançament de Koizora, Miura va guanyar el guardó a actor revelació pel seu paper al 31è Premi de Cinema de l'Acadèmia Japonesa. El 2008 va fer els papers de Ryo Shiraishi a Binbō Danshi, Ren Kazama a la tercera temporada de Gokusen, i Fujimaru Takagi a l’adaptació en directe del drama televisiu de Bloody Monday, a més d’una aparició com a convidat en un episodi especial de Galileo com a versió més jove del personatge principal, Manabu Yukawa. A més, va aparèixer al videoclip de Umaku Ienai de Yuzu. Més endavant, Miura va protagonitzar la pel·lícula Naoko i va guanyar de nou un premi Actor Revelació Sponichi Grand Prix als 63è Premis Mainichi Film. L’octubre del 2008 va llançar el seu segon llibre de fotos, Letters. A finals de 2008, l'augment de la popularitat de Miura el va portar a ocupar el lloc número 3 de la llista anual d'Oricon de «joves de 18 anys que s'espera que tinguin èxit». Oricon el va classificar com a número 1 en una llista dels «actors més esperats del 2009». També va ocupar el número 1 en una llista d'«actors interessants» en una enquesta publicada per la revista Ori-Star.
El febrer de 2009, Miura va ser un dels set guardonats que va guanyar el guardó a actor revelació als premis Elan d’or de 2009. L’abril del mateix any va aparèixer a la pel·lícula Crows Zero 2 com a Tatsuya Bitō. Al març havia tornat a interpretar el seu paper a Gokusen: The Movie, que es va estrenar al juliol de 2009. Del 20 de juny al 26 de juliol de 2009, Miura va protagonitzar la seva primera producció teatral, Hoshi no Daichi ni Furu Namida. Al setembre, Miura va ser escollit com a Kotaro Mochizuki a Samurai Seventeen, que més tard va passar a anomenar-se Samurai High School; aquest va ser el seu primer paper protagonista en una sèrie de NTV.
El gener de 2010, Miura va reprendre seu paper per a la segona temporada de Bloody Monday. El seu tercer llibre de fotos, Switch, es va publicar el 5 de febrer de 2010. El mateix mes, Miura va llançar un DVD amb «Takeru» Satō, en el qual explicava el seu viatge a Nova York, titulat HT: NY no Chūshin, Nabe no Tsutsuku. El DVD va vendre 12.000 còpies al llançar-se, ocupant el número 5 de vendes de les llistes setmanals de DVD d'Oricon. A l'abril de 2010, fou elegit per interpretar Shōta Kazehaya en l'adaptació en directe de Kimi ni Todoke, que va sortir el 25 de setembre de 2010. El mateix mes de setembre va fer per primera vegada de model de passarela a la Mostra de tardor/hivern de la col·lecció Kobe 2010. Més tard aquell mateix any, fou inclòs en el repartiment del seu primer drama getsuku, Taisetsu na Koto wa Subete Kimi ga Oshiete Kureta, que es va emetre el gener del 2011.

### 2011–2015: èxit nacional i internacional
Al maig de 2011, Miura va interpretar a Kensuke Sanada a l'episodi Janken de la mini-sèrie de televisió Yo ni mo Kimyō na Monogatari. Després va aparèixer a la sèrie de televisió Saigo no Bansan: Keiji Tōno Kazuyuki to 7-nin no Yōgisha com Eiji Miyata en els darrers 45 segons de l'episodi final com a teaser del de la nova sèrie Hi wa Mata Noboru, protagonitzada per ell, que es va emetre el juliol de 2011. El juny de 2011 va protagonitzar la pel·lícula Tokyo Park. L'11 de novembre de 2011, Miura i Satō van llançar una segona part del seu diari en DVD, titulada HT: Sekidō no Mashita de, Nabe no Tsutsuku, que es va filmar a Malàisia. El DVD es va classificar en el número 2 de vendes setmanals d'Oricon amb un total de 14.000 còpies durant la primera setmana, cosa que el va convertir en el DVD d'idols masculins més venut.
El 2012, Miura va coprotagonitzar l’obra teatral Kaitō Seven com a Wild Upper. Després va interpretar el paper principal a l'episodi 8 de la mini-sèrie de televisió Keigo Higashino Mysteries. Del 2012 al 2013, va coprotagonitzar l’obra de teatre Zipang Punk: Goemon Rock III com a actor convidat. El 2013, Miura va coprotagonitzar Last Cinderella com a Hiroto Saeki. Last Cinderella va obtenir qualificacions molt altes al llarg de la seva emissió, i els productors de la sèrie van atribuir parcialment el seu èxit a l’atractiu sexual «lúdic» dels personatges, en particular l'escena del personatge de Miura dutxant-se. El mateix any, Miura va coprotagonitzar la pel·lícula d’animació Harlock: Space Pirate, proporcionant la veu a Yama. També va coprotagonitzar la pel·lícula The Eternal Zero, i va ser nominat com a millor actor secundari al 38è premi de l'Acadèmia del Japó per la seva interpretació.
El 2014, Miura va protagonitzar la sèrie de televisió Boku no Ita Jikan i Satsujin Hensanchi 70. El 18 d'abril de 2015 va llançar el seu quart àlbum fotogràfic, Fureru. El juny de 2014 va protagonitzar el videoclip de Bakemono de Nico Touches the Walls. El juliol de 2014, en el 51è premi Galaxy, Miura va guanyar el premi individual per les seves actuacions a Last Cinderella i Boku no Ita Jikan. També va protagonitzar l'adaptació al cinema d'acció en directe de Five Minutes to Tomorrow, una coproducció sinojaponesa, i va aprendre xinès mandarí per poder actuar a la pel·lícula. El 2015, Miura va retratar Val Xavier a la producció escènica japonesa d’Orpheus Descending. També va interpretar a Eren Jaeger en l'adaptació en dues parts d'adaptació en viu del manga Attack on Titan, en dues pel·lícules estrenades el 2015.

### 2016–2020: debut musical i projectes finals
El 2016, va coprotagonitzar l’adaptació en directe de la televisió Never Let Me Go. Més endavant, va ser escollit com a Lola en la producció teatral Kinky Boots. La seva interpretació va ser aclamada per la crítica, ja que va guanyar el premi a millor actor revelació i el premi Haruko Sugimura als 24è premis de teatre Yomiuri. Va ser escollit com Ii Naochika a la sèrie de temàtica taiga Naotora: The Lady Warlord, que es va emetre més tard el 2017. El gener de 2017, Miura va ser un dels guardonats amb el 26è premi de la millor vestit de Japan Jewelry. Al setembre de 2017, va coprotagonitzar el drama televisiu Otona Koukou i també va aparèixer al videoclip de Reportage de Yu Takahashi, cançó de la sèrie.
El 2018, va coprotagonitzar el remake japonès de la pel·lícula sud-coreana Sunny del 2011, així com a la pel·lícula A Banana? At This Time of Night? Va ser participar en l’adaptació al cinema d’acció en viu de la novel·la Eine Klein Nachtmusik, que es va estrenar el 2019 i també es va projectar internacionalment sota el títol Little Nights, Little Love. D'altra banda, va aparèixer a Gintama 2. Per televisió, Miura es va convertir en co-amfitrió del programa de viatges Sekai wa Hoshii Mono ni Afureteru: Tabi Suru Buyer Gokujō List amb Juju. Per a la temporada de tardor del 2018 de Yo ni mo Kimyō na Monogatari, Miura va protagonitzar l'episodi Asu e no Warp, així com a l'episodi 1 de la miniserie de televisió Tourist. Va protagonitzar el drama televisiu Dying Eye.
A principis del 2019 va ser escollit per participar en la pel·lícula The Confidence Man JP com a Jesse, que es va estrenar més tard l'any. També va protagonitzar la producció teatral de Crim i càstig com a Rodion Romanovich Raskolnikov. Repetí el seu paper de Lola per a la producció japonesa de Kinky Boots el 2019. L’abril de 2019, Miura va ser escollit com a Daichi Yūki en el drama televisiu, Two Weeks. Al juny del 2019, Miura va anunciar que llançaria el seu senzill de debut, Fight for Your Heart, com a tema principal de Two Weeks. El senzill es va llançar el 7 d'agost, classificant-se al número 12 de les llistes de vendes setmanals d'Oricon Weekly i al número 34 del Billboard Japan Hot 100 la primera setmana de posar-se a la venda. Miura també va guanyar el premi Asia Star als Premis Internacionals de Drames de Seül per la seva actuació a Two Weeks. El novembre de 2019, va entrar a participar en l’adaptació cinematogràfica del manga Brave: Gunjō Seiki com a Matsudaira Motoyasu.
Un altre paper que va repetir va ser el de Jesse per The Confidence Man JP: Episode of the Princess. El març de 2020, va participar en la sèrie de televisió Gift of Fire, que es va emetre a l'agost de 2020 i va repetir el seu paper per a la continuació de la sèrie en forma pel·lícula. El mateix mes, va llançar el seu cinquè àlbum fotogràfic, Nihonsei. Va coprotagonitzar la producció teatral de Xiulet sota el vent en el paper de l'Home, que es va representar del 7 de març al 23 d’abril del 2020. El 5 d'abril de 2020, en el seu 30è aniversari, va revelar en una transmissió en directe d'Instagram que publicaria Night Diver com a segon senzill a principis del tercer trimestre del 2020, que contenia tres cançons de diferents gèneres, inclosa una cançó de ball i una cançó d'amor. També va declarar que va compondre i escriure les lletres de You & I, un dels temes de la cara B. La cançó principal va ser estrenada al programa Music Station el 24 de juliol de 2020. Tenia previst fer els seus primers esdeveniments de concert el quart trimestre del 2020, però es van cancel·lar a causa de la pandèmia COVID-19. Finalment, va coprotagonitzar la sèrie Love Will Begin When Money End, emesa el setembre de 2020, i fou escollit per formar part del musical L'Il·lusionista, que s'havia de representar el mes de desembre de 2020.

## Vida personal
Miura va assistir a l'escola secundària Horikoshi i es va graduar el 2009. Des de setembre de 2016 fins a novembre de 2017, Miura va sortir amb el coreògraf Koharu Sugawara. Del 2016 al 2020, Miura va participar en l'esdeveniment benèfic Act Against Aids. El 2017 va estudiar breument a Londres.

## Mort
El 18 de juliol de 2020, a les 13:35 (JST), Miura va ser trobat penjat a l'armari de casa seva a Minato, Tòquio. El seu agent va descobrir el cos quan havia anat a buscar-lo per treballar, després de revisar que no responia als missatges, trucades telefòniques ni al timbre de casa. Va ser traslladat ràpidament a l’hospital, on va ser declarat mort a les 14.10 hores. La policia afirmà que Miura va morir per suïcidi, ja que a la seva habitació es va trobar una aparent nota de suïcidi. La nota, que estava escrita a la llibreta de Miura, no tenia data, però s'hi expressava ansietat i pensaments sobre la mort. Els amics de Miura van declarar que no havien notat res abans de la seva mort. Els mitjans de comunicació van relacionar-ho amb ciberassetjament i comentaris d'odi a les xarxes socials, però els amics i companys de Miura van refutar parcial o completament aquestes afirmacions.
La NHK va informar el 20 de juliol de 2020 que el funeral i l'enterrament de Miura ja s'havien celebrat. Mentre els fans van retre homenatge a Miura deixant flors fora del seu apartament, la seva agència, Amuse Inc., va anunciar que crearan una oportunitat perquè els fans puguin mantenir la distància de seguretat a causa de la pandèmia COVID-19. Després que el lloc web oficial de Sekai wa Hoshii Mono ni Afureteru: Tabi Suru Buyer Gokujō List, el programa de viatges que Miura copresentava des de la seva primera emissió el 2018, va publicar un comunicat que oferia les seves condolències, cosa que va portar a molts usuaris a Twitter a enviar missatges dirigit a ell mitjançant l'etiqueta #SekaiWaHoshiiMononiAfureteru (#世界はほしいモノにあふれてる).
El segon senzill de Miura, Night Diver, va ser llançat pòstumament el 24 d'agost de 2020, amb el seu llançament previ en format digital el 25 de juliol de 2020. Gift of Fire i The Illusionist, dos propers projectes que Miura va coprotagonitzar, van quedar en suspens. El senzill debut de Miura, Fight for Your Heart, va tornar a entrar a les llistes musicals, arribant al número 7 de les llistes de vendes Oricon.

## Filmografia

### Pel·lícules
| Any  | Títol                                              | Paper               | Notes                 | Ref.            |
| ---- | -------------------------------------------------- | ------------------- | --------------------- | --------------- |
| 1999 | Nile                                               | Umi Nishiyama       |                       | [ 130 ]         |
| 1999 | Jubaku: Spellbound                                 | Kōichi Kitano       |                       | [ 131 ]         |
| 2001 | Thousand Years of Love – The Tale of Shining Genji | Tō no Chūjō (jove)  |                       | [ 132 ]         |
| 2002 | Mori no Gakkō                                      | Masao Kawai         |                       | [ 133 ]         |
| 2006 | Catch a Wave                                       | Taiyō Sasaki        | Protagonista          | [ 134 ] [ 135 ] |
| 2006 | Akihabara@Deep                                     | Izumu               |                       | [ 136 ]         |
| 2007 | Koizora                                            | Hiroki Sakurai      |                       | [ 137 ]         |
| 2007 | Negative Happy Chainsaw Edge                       | Noto                |                       | [ 138 ]         |
| 2008 | Naoko                                              | Yusuke Iki          |                       | [ 139 ]         |
| 2009 | Crows Zero 2                                       | Tatsuya Bitō        |                       | [ 140 ] [ 141 ] |
| 2009 | Gokusen: The Movie                                 | Ren Kazama          |                       | [ 142 ] [ 143 ] |
| 2010 | Kimi ni Todoke                                     | Shota Kazehaya      | Protagonista          | [ 144 ] [ 145 ] |
| 2011 | Tokyo Park                                         | Koji Shida          | Protagonista          | [ 146 ] [ 147 ] |
| 2013 | Harlock: Space Pirate                              | Yama                | Protagonista; veu     | [ 148 ]         |
| 2013 | The Eternal Zero                                   | Kentaro Saeki       |                       | [ 149 ]         |
| 2014 | Five Minutes to Tomorrow                           | Ryo                 | Protagonista          | [ 150 ] [ 151 ] |
| 2015 | Attack on Titan                                    | Eren Jaeger         | Protagonista          | [ 152 ] [ 153 ] |
| 2015 | Attack on Titan: End of the World                  | Eren Jaeger         | Protagonista          | [ 154 ]         |
| 2018 | Sunny: Our Hearts Beat Together                    | Wataru Fujii        |                       | [ 155 ]         |
| 2018 | A Banana? At This Time of Night?                   | Hisashi Tanaka      |                       | [ 156 ] [ 157 ] |
| 2018 | Gintama 2                                          | Kamotarō Itō        |                       | [ 158 ]         |
| 2019 | The Confidence Man JP                              | Jesse               |                       | [ 159 ]         |
| 2019 | Little Nights, Little Love                         | Sato                | Protagonista          | [ 160 ]         |
| 2020 | The Confidence Man JP: Episode of the Princess     | Jesse               | Pòstuma               | [ 161 ] [ 162 ] |
| 2020 | Tengaramon                                         | Godai Tomoatsu      | Protagonista; pòstuma | [ 163 ]         |
| 2021 | Brave: Gunjō Senki                                 | Matsudaira Motoyasu | Pòstuma               | [ 164 ]         |
| 2021 | Gift of Fire                                       | Hiroyuki Ishimura   | Protagonista; pòstuma | [ 165 ]         |

### Televisió
| Any  | Títol                                                          | Paper                 | Cadena                                    | Notes                   | Ref.                    |
| ---- | -------------------------------------------------------------- | --------------------- | ----------------------------------------- | ----------------------- | ----------------------- |
| 1997 | Agri                                                           | Shōtarō               | NHK                                       | Asadora                 | [ 166 ]                 |
| 2000 | Manatsu no Merry Christmas                                     | Ryo Kinoshita (jove)  | TBS                                       |                         | [ 167 ]                 |
| 2001 | Fujisawa Shuhei no Ninjū Shigure Machi 3: Jidaigeki Roman      | Chōta                 | NHK                                       |                         | [ 168 ]                 |
| 2003 | Musashi                                                        | Jōtarō                | NHK                                       | Drama taiga             | [ 169 ]                 |
| 2005 | Division 1 Aozora Koi Hoshi                                    | Keita Ishikawa        | Fuji TV                                   | Episodi 11              |                         |
| 2005 | Fight                                                          | Kiyoshi Okabe         | NHK                                       | Asadora                 | [ 170 ]                 |
| 2005 | Ima, Ai ni Yukimasu                                            | Akihiro Kudō          | TBS                                       |                         | [ 171 ]                 |
| 2006 | Unfair                                                         | Yutaka Saitō          | Fuji TV                                   |                         | [ 171 ]                 |
| 2006 | Kōmyō ga Tsuji                                                 | Shōnan Sōke           | NHK                                       | Drama taiga             | [ 172 ]                 |
| 2006 | Children                                                       | Shirō Kihara          | Wowow                                     |                         | [ 171 ]                 |
| 2006 | Mother at Fourteen                                             | Satoshi Kirino        | NTV                                       |                         | [ 173 ] [ 174 ] [ 175 ] |
| 2008 | Binbō Danshi                                                   | Ryo Shiraishi         | NTV                                       |                         | [ 176 ] [ 177 ]         |
| 2008 | Gokusen                                                        | Ren Kazama            | NTV                                       | Temporada 3             | [ 178 ]                 |
| 2008 | Galileo                                                        | Manabu Yukawa (young) | Fuji TV                                   | Episodi especial        | [ 179 ]                 |
| 2008 | Bloody Monday                                                  | Fujimaru Takagi       | TBS                                       | Proagonista             | [ 180 ] [ 181 ]         |
| 2009 | Samurai High School                                            | Kotaro Mochizuki      | NTV                                       | Proagonista             | [ 182 ] [ 183 ] [ 184 ] |
| 2010 | Bloody Monday Season 2: Zetsubo no Kushige                     | Fujimaru Takagi       | TBS                                       | Proagonista             | [ 185 ] [ 186 ]         |
| 2011 | The Hours of My Life                                           | Shūji Kashiwagi       | Fuji TV                                   | Proagonista             | [ 187 ] [ 188 ]         |
| 2011 | Yo ni mo Kimyō na Monogatari                                   | Kensuke Sanada        | Fuji TV                                   | Temporada de primavera  | [ 189 ]                 |
| 2011 | Saigo no Bansan: Keiji Tōno Kazuyuki to 7-nin no Yōgisha       | Eiji Miyata           | TV Asahi                                  | Cameo                   | [ 190 ]                 |
| 2011 | Hi wa Mata Noboru                                              | Eiji Miyata           | TV Asahi                                  |                         | [ 191 ] [ 192 ]         |
| 2012 | Keigo Higashino Mysteries                                      | Ryo Nakaoka           | Fuji TV                                   | Protagonista; episodi 8 | [ 193 ]                 |
| 2013 | Last Cinderella                                                | Hiroto Saeki          | Fuji TV                                   | Proagonista             | [ 194 ] [ 195 ]         |
| 2014 | Boku no Ita Jikan                                              | Takuto Sawada         | Fuji TV                                   | Lead role               | [ 196 ]                 |
| 2014 | Satsujin Hensachi 70                                           | Keisuke Miyahara      | NTV                                       | Proagonista             | [ 197 ]                 |
| 2016 | Never Let Me Go                                                | Tomohiko Doi          | TBS                                       |                         | [ 198 ]                 |
| 2017 | Naotora: The Lady Warlord                                      | Ii Naochika           | NHK                                       | Drama taiga             | [ 199 ] [ 200 ]         |
| 2017 | Otona Koukou                                                   | Eito Arakawa          | TV Asahi                                  | Proagonista             | [ 201 ]                 |
| 2018 | Sekai wa Hoshii Mono ni Afureteru: Tabi Suru Buyer Gokujō List | Himself               | NHK                                       | Copresentador           | [ 202 ]                 |
| 2018 | Yo ni mo Kimyō na Monogatari                                   | Mineo Kobayashi       | Fuji TV                                   | Temporada de tardor     | [ 189 ]                 |
| 2018 | Tourist                                                        | Makoto Ameku          | TBS (ep 1), TV Tokyo (ep 2), Wowow (ep 3) | Proagonista             | [ 203 ] [ 204 ]         |
| 2018 | Dying Eye                                                      | Shinsuke Amemura      | Wowow                                     | Proagonista             | [ 205 ]                 |
| 2019 | Two Weeks                                                      | Daichi Yūki           | Fuji TV                                   | Proagonista             | [ 206 ]                 |
| 2020 | Gift of Fire                                                   | Hiroyuki Ishimura     | NHK                                       | Proagonista; pòstuma    | [ 207 ] [ 208 ]         |
| 2020 | Love Begins When the Money Ends                                | Keita Saruwatari      | TBS                                       | Mini-sèrie; pòstuma     | [ 209 ] [ 210 ]         |

### Videoclips
| Curs | Artista                | Cançó       | Ref.    |
| ---- | ---------------------- | ----------- | ------- |
| 2007 | Greeeen                | Be Free     | [ 211 ] |
| 2008 | Yuzu                   | Umaku Ienai | [ 212 ] |
| 2013 | C&K                    | Mikan Heart | [ 213 ] |
| 2014 | Nico Touches the Walls | Bakemono    | [ 214 ] |
| 2017 | Yu Takahashi           | Reportatge  | [ 215 ] |

### Teatre
| Curs | Títol                          | Paper                         | Notes        | Ref.            |
| ---- | ------------------------------ | ----------------------------- | ------------ | --------------- |
| 2009 | Hoshi no Daichi ni Furu Namida | Noi                           |              | [ 216 ] [ 217 ] |
| 2012 | Kaitō Seven                    | Wild Upper                    |              | [ 218 ]         |
| 2012 | Zipang Punk: Goemon Rock III   | Akechi Shinkuro               |              | [ 219 ] [ 220 ] |
| 2015 | Orpheus Descending             | Val Xavier                    | Protagonista | [ 221 ]         |
| 2016 | Kinky Boots                    | Lola                          | Protagonista | [ 222 ]         |
| 2019 | Crim i càstig                  | Rodion Romanovich Raskolnikov | Protagonista | [ 223 ]         |
| 2020 | Xiulet sota el vent            | L'home                        | Protagonista | [ 224 ]         |
| 2020 | L’il·lusionista                | TBA                           | Protagonista | [ 225 ]         |

### DVD
| Títol                                                                                       | Any  | Dades                                                              | Posició | Vendes        |
| Títol                                                                                       | Any  | Dades                                                              | Oricon  | Vendes        |
| ------------------------------------------------------------------------------------------- | ---- | ------------------------------------------------------------------ | ------- | ------------- |
| HT: NY no Chūshin, Nabe no Tsutsuku (HT～N.Y.の中心で、鍋をつつく～) amb Takeru Satō        | 2010 | - Llançament: 17 de febrer de 2010 - Segell: Amuse - Format: DVD   | 5       | - JPN: 12.000 |
| HT: Sekidō no Mashita de, Nabe no Tsutsuku (HT～赤道の真下で、鍋をつつく～) amb Takeru Satō | 2011 | - Llançament: 11 de novembre de 2011 - Segell: Amuse - Format: DVD | 2       | - JPN: 14.000 |

## Discografia
| Títol                | Any  | Posicions màximes a les llistes | Posicions màximes a les llistes | Vendes                                                            | Àlbum |
| Títol                | Any  | Oricon                          | Oricon Hot                      | Vendes                                                            | Àlbum |
| -------------------- | ---- | ------------------------------- | ------------------------------- | ----------------------------------------------------------------- | ----- |
| Fight for Your Heart | 2019 | 6                               | 4                               | - JPN: 55.332 (físic) - JPN: 1.854 (descàrregues i transmissions) | N/A   |
| Night Diver          | 2020 | 2                               | 2                               | - JPN: 35.898 (descàrregues) - JPN: 224.974 (físic)               | N/A   |

## Publicacions

### Àlbums fotogràfics
| Curs | Títol             | Editor               | ISBN                                                                                  |
| ---- | ----------------- | -------------------- | ------------------------------------------------------------------------------------- |
| 2007 | Tabun (たぶん。)  | Wani Books           | ISBN 978-4-8470-4051-1                                                                |
| 2008 | Letters           | Shufu a Seikatsu-sha | ISBN 978-4-3911-3695-1                                                                |
| 2010 | Switch            | Magazine House       | ISBN 978-4-8387-2042-2                                                                |
| 2015 | Fureru (ふれる)   | Magazine House       | ISBN 978-4-8387-2667-7                                                                |
| 2020 | Nihonsei (日本製) | Wani Books           | ISBN 978-4-8470-8281-8 (versió regular) ISBN 978-4-8470-8280-1 (amb àlbum documental) |

## Premis i reconeixements
| Curs | Premi                                       | Categoria                           | Obra nominada                      |           | Ref.            |
| ---- | ------------------------------------------- | ----------------------------------- | ---------------------------------- | --------- | --------------- |
| 2008 | 31è Premis de Cinema de l'Acadèmia Japonesa | Actor Revelació                     | Koizora                            | Guanyador | [ 238 ]         |
| 2009 | Premis Elan d'or 2009                       | Actor Revelació                     | Ell mateix                         | Guanyador | [ 239 ]         |
| 2009 | 63è Premi de Cinema Mainichi                | Actor Revelació Sponichi Grand Prix | Naoko                              | Guanyador | [ 240 ] [ 241 ] |
| 2014 | 5è Premi Galaxy                             | Premi Individual                    | Last Cinderella, Boku no Ita Jikan | Guanyador | [ 242 ] [ 243 ] |
| 2015 | 38è Premis de Cinema de l'Acadèmia          | Millor actor secundari              | The Eternal Zero                   | Nominat   | [ 244 ]         |
| 2017 | 28è Premi al millor vestit de Japan Jewelry | N/A                                 | Ell mateix                         | Guanyador | [ 245 ]         |
| 2017 | 24è Premis de Teatre Yomiuri                | Millor Actor                        | Kinky Boots                        | Guanyador | [ 246 ]         |
| 2017 | 24è Premis de Teatre Yomiuri                | Premi Haruko Sugimura               | Kinky Boots                        | Guanyador | [ 246 ] [ 247 ] |
| 2019 | Premis Internacionals de Drama de Seül      | Premi Asia Star                     | Two Weeks                          | Guanyador | [ 248 ] [ 249 ] |